# Omotka
Omotka – oplot z nici służący w wędkarstwie jako wzmocnienie klejnotek i wędzisk bambusowych w pobliżu kolanek lub jako umocowanie przelotki na wędzisku lub spławiku.